# トゥルゴヴィシュテ (ルーマニア)
トゥルゴヴィシュテ（Târgovişte）は、ルーマニア南部、ムンテニア地方ドゥンボヴィツァ県の県都。1396年から1714年までの間はワラキア公国の首都で、公の居住地であった。

## 地理
町はヤロミツァ川の右岸の谷の上の、標高260メートルの段丘に位置し、ドゥンボビツァ川とヤロミツァ川に挟まれた地域にある。

## 歴史

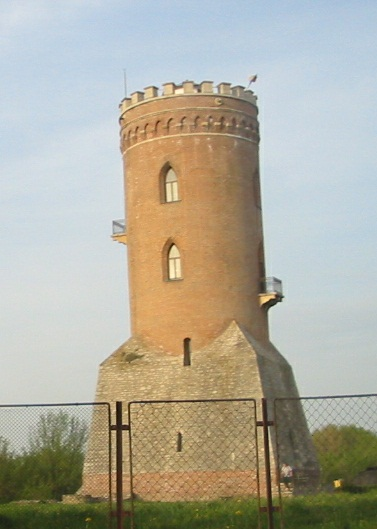
キンディア塔 Turnul Chindiei

新石器時代にはこの地域に既に人が居住していたことが、市内と近郊で実施された考古学的な発掘により証明されている。博物館では次の青銅器時代と鉄器時代の耕作の遺跡を見ることができる。
また、現在のトゥルゴヴィシュテのスセニ地区では、2世紀から5世紀の居住地の跡を、上に重なった8世紀から10世紀の他の原ルーマニアの遺跡ごしに見ることができる。
中世には、3つの大陸から到着した、地方の生産者たちの商品を交換するヨーロッパの市場となっていた。12世紀から14世紀の期間に市場が発展し、農村の居住地が形作られた。
文献に初めて登場するのは1396年で、アンゴラの戦い（1402年）で活躍したドイツ人騎士ヨハネス・シルトベルガー（en:Johannes Schiltberger）の旅行記に登場する。
ミルチャ老公（en:Mircea cel Bătrân）の時代には、町はワラキア公の居住地となった。この時代に、現在はキンディア塔を囲む遺跡となっている公の宮殿が作り直された。最近の考古学的な研究では、宮殿はミルチャ老公の時代よりも前からこの地にあったと考えられるようになっている。
1424年から、ダン2世によって作られた最初の商業規則が運用された。それはトゥルゴヴィシュテ地方の税関の特権と、国内で利益を得る権利を定めたものであった。また、ヴラド・ツェペシュ（ヴラド3世、ドラキュラ伯爵のモデル）の時代に、市のシンボルとなっているキンディア塔が建設された。現在、宮殿跡とキンディア塔は、周辺の教会などの建物と共に博物館の一部として公開されている。
1499年、ラドゥ大公は今日ではデアル修道院として知られている「デアルの聖ニコラエ」教会の再建を始め、これは次のヴラド若年公の時に終了した。教会の壁画は1514年、ネアゴエ・バサラブ公のもと、トゥルゴヴィシュテの壁画職人ドボミールによって完成した。
ミハイ勇敢公（en:Mihai Viteazul）の時代、トゥルゴヴィシュテは、中心部に要塞を築いたシナン・パシャのオスマン帝国に占領されていたが、1595年10月、ハンガリーとミハイ勇敢公のキリスト教軍は街を解放した。マテイ・バサラブ (在位1632年-1654年) は街の要塞を拡張して強化し、古い教会を修理し、更に新しい教会を数多く建設した。

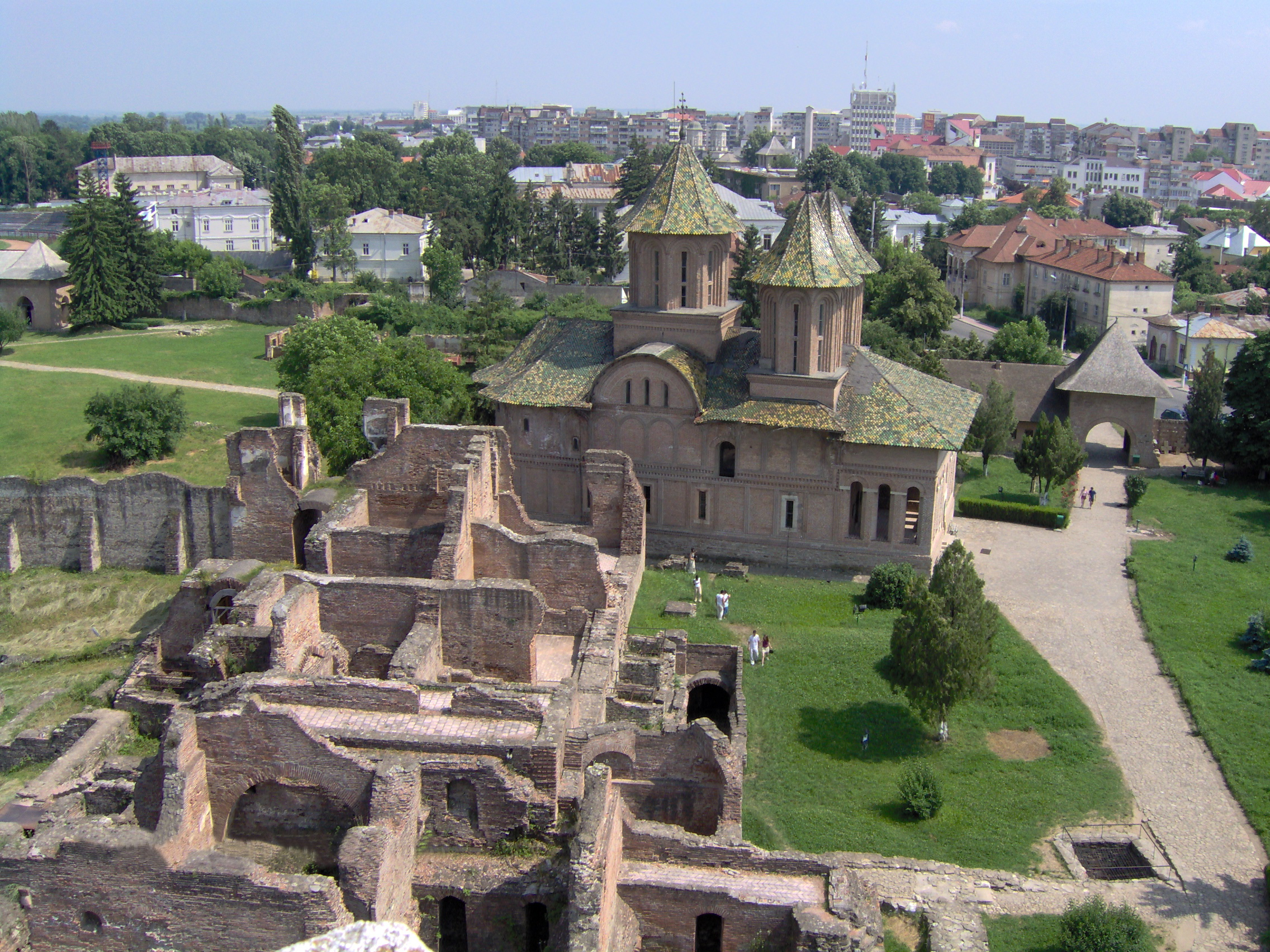
ワラキア公の宮殿 (Curtea Domnească) の遺跡

コンスタンティン・ブルンコヴェアヌ（en:Constantin Brâncoveanu、在位1688年-1714年）の時代、夏の期間の官邸はトゥルゴヴィシュテにあったが、冬期のそれはブカレストにあった。彼の治世の後、首都はブカレストに移り、その後トゥルゴヴィシュテは人口も経済力も失い始めた。ワラキアがファナリオティスの公の統治下にあった期間、トゥルゴヴィシュテの古い宮殿は完全に捨て去られ、貴族たちと地元の人々によって、彼らの家を建てるための建築材料として使われるようになり、砦は時の流れにつれ破壊されていった。
1821年のトゥドル・ヴラディミレスクに率いられたワラキア蜂起でヴラディミレスクによってトゥルゴヴィシュテの統治を再び樹立することになったが、トゥドルらはこの地でフィリキ・エテリアによって処刑された。
19世紀末、ルーマニアの社会の近代化は経済的高度成長をもたらした。例として1863年の市内への照明の普及、乗合馬車の運行とその後のブカレスト-トゥルゴヴィシュテ間の鉄道の開通、製油所の建設などがあげられる。
トゥルゴヴィシュテは、1989年12月のニコラエ・チャウシェスクとその妻エレナ・チャウシェスクの裁判と処刑の場所となった。

## 名称
- トゥルゴヴィシュテ とはスラヴ語で市場を意味する言葉であり、同じ地名は各地に見られる。そのうち、ブルガリアのトゥルゴヴィシテとは姉妹都市提携をしている。

## 人口
- 16世紀: 60,000人
- 1900年: 9,400人
- 1977年:61,300人
- 2003年: 89,000人

## スポーツ
- FCMトゥルゴヴィシュテ （サッカークラブ）
- MCMトゥルゴヴィシュテ （バスケットボール女子チーム）
- ペトロルル・ トゥルゴヴィシュテ （サッカークラブ）

## 出身の人物
- イオン・ヘリアーデ＝ラドゥレスク (Ion Heliade Rădulescu, 1802 - 1872) - 作家・詩人・政治家
- グリゴレ・アレクサンドレスク (Grigore Alexandrescu, 1810 - 1885) - 詩人
- ラウラ・ストイカ (Laura Stoica, 1967 - 2006) - 歌手・女優
- テオドール・ストロジャン - 経済学者・元ルーマニア首相
- コルネル・ディヌ - サッカー選手

## 姉妹都市
- カザンラク, ブルガリア
- トゥルゴヴィシテ (ブルガリア), ブルガリア
- トラカイ, リトアニア
- オルヴォー, フランス
- マイアミ , アメリカ合衆国
- コルベッタ, イタリア
- サンタレン, ポルトガル
- ヴェッリンゲ , スウェーデン
- カステリョン・デ・ラ・プラナ, スペイン